# 塚本三郎
塚本三郎（日语：／ Tsukamoto Saburō */?，1927年4月20日—2020年5月20日），日本政治人物，前众议院议员、民社党中央执行委员长。

## 生平
1927年生于愛知縣名古屋市。1958年以日本社会党名义参加大选，最终当选。1960年脱离社会党，转而参加组建民主社会党（1969年改称民社党）。1974年至1985年，任民社党书记长。1985年任民社党委员长。任内支持与自民党、公明黨合作的“自公民路线”。1988年1月28日，在众议院竹下登首相的施政方针演说提问环节首次提出朝鲜绑架日本人问题，并要求追究事实真相。
1989年因瑞可利事件辞去委员长职务。1993年在大选中落选。1994年民社党解散后没有加入新進党。1996年1月加入自由民主党，同年大选再次落选。1997年获授勋一等旭日大綬章。2000年退出政坛。晚年曾任国家基本問題研究所理事、加油日本！全國行動委員會愛知縣本部顾问、明治日推進協議会会長等职。
2020年5月20日上午在名古屋市的家中逝世，终年93岁。